# Демократический альянс (Украина)
Демократический альянс (укр. Демократичний альянс, сокр. — Демальянс) — украинская политическая партия, созданная в 2010 году.

## Состав партии
- Партия «Демократический альянс»;
- Всеукраинская молодёжная общественная организация «Молодёжь Демократического альянса»;
- Общественная организация «Демократический альянс женщин»;
- Объединение предпринимателей «Свободное пространство».

## История
В 2010 году всеукраинская общественная молодёжная организация «Демократический альянс» (до 2007 года — Христианско-демократическая молодёжь Украины) приняла решение о создании политической партии.
8 августа 2010 года в Киеве состоялся Учредительный съезд политической партии «Демократический альянс».
В конце декабря 2011 года принято решение о подписании соглашения между организацией ВМОО «Молодёжь Демократического альянса» и политической партией «Демократический альянс».
В апреле, мае и июне 2013 года активисты партии провели несколько акций протеста против президента Виктора Януковича, некоторые участники были арестованы, им было выдвинуто обвинение в совершении преступления
В январе 2014 года активисты крымского Евромайдана во главе с председателем крымской республиканской организации Демальянса Сергеем Мокренюком пытались устроить пикет возле дачи российского телеведущего Дмитрия Киселёва в Коктебеле и передать ему новогодний подарок. Киселёв обратился с заявлением о покушении на него в прокуратуру.
В ходе проходивших 25 мая 2014 года выборов в Киевский городской совет партия преодолела 3-процентный барьер и, набрав 39 712 голосов (3,007111 %), получила 2 депутатских мандата.
5 сентября 2014 года политическая партия «Демократический альянс» решила объединить усилия на внеочередных выборах народных депутатов вместе с партией Анатолия Гриценко «Гражданская позиция», решение об этом было принято на её партийном съезде «Демократического альянса» 5 сентября, спустя 2 дня съезд второй партии согласовал это решение и утвердил избирательный список, мажоритарщики выдвигались отдельно каждой партией.
26 июля 2015 партия приняла участие в промежуточных выборах в Верховную раду в 205 округе (кандидат - Игорь Андрейченко), набрав при этом почти 4000 голосов (8%) и заняв 4-е место.
25 октября 2015 партия приняла участие в местных выборах, при этом набрав:
в Залещиках (Тернопольская обл.) - 15,14%
в Новогородовке (Донецкая обл.) - 15,12%
в Броварах (Киевская обл.) - 8,64%
в Винниках (Львовская обл.) - 7%
в Радомышле (Житомирская обл.) - 6%
в Чернигове - 5,2%
в Киеве - 5%
в Нежине - 4,3%
в Ужгороде - 3%
в Николаеве - 3%
в Одессе - 2%
во Львове - 2%
в Сумах - 1,6%
в Харькове - 1%
в Черкассах - 0,87%
в Днепропетровске - 0,77%
в Запорожье - 0,41%
В июле 2016 года к партии присоединились Народные депутаты от Блока Петра Порошенко «Солидарность» Мустафа Найем, Сергей Лещенко и Светлана Залищук, а также внефракционный Народный депутат (была избрана по спискам Объединения «Самопомощь», но исключена из его фракции за поддержку законопроекта № 2217а об изменениях в Конституцию Украины в части децентрализации власти) Виктория Пташник. Сопредседателями партии были избраны Василий Гацько и Светлана Залищук, а официальная идеология партии была изменена с христианской демократии на «гуманистические ценности».
В октябре 2018 года партия заключила союз с Объединением «Самопомощь» для совместного участия в парламентских, президентских и региональных выборах.

## Финансирование
«Демократический альянс» позиционирует себя, как первая на Украине партия, построенная снизу, благодаря пожертвованиям неравнодушных. Члены партии и её лидер Василий Гацько утверждают, что олигархи неоднократно предлагали финансировать «Демократический альянс», однако партия от этого отказывалась.

## Идеология
Партия «Демократический альянс» была основана на принципах христианской демократии. Ориентируясь на христианский образ человека и его достоинство, «Демократический альянс» декларировала своими основными ценностями свободу, солидарность и справедливость. В дальнейшем она перешла на позиции гуманизма.

## Руководящие органы партии
Высшим руководящим органом партии является съезд, который созывается один раз в два года.
В период между съездами руководящим органом партии является Политический совет, в который входят председатель партии, члены правления, председатель и заместители председателя депутатской фракции партии в Верховной раде Украины, председатели областных территориальных партийных организаций, председатели территориальных организаций городов Киева и Севастополя, председатель Центральной контрольно-ревизионной комиссии.
В период между съездами и заседаниями Политического совета партии её деятельностью руководит правление партии. В состав правления входят избранные на съезде председатель, генеральный секретарь и заместители председателя партии.
Председатель партии осуществляет оперативное руководство партией между заседаниями Политсовета и правления партии.

### Съезд партии
11 июля 2020 года ХХ Съезд Демальянса выбрал новых лидеров и Правление.
По результатам XX Съезда партии, лидерами Демальянса стали Никита Муренко (21 год, юрист) и Александр Кучинский (23 года, политолог).  Это является рекордным возрастным показателем для лидеров партии в украинской политике.

### Правление партии
- Никита Муренко - лидер партии;
- Александр Кучинский - лидер партии;
- Екатерина Стоколяс - член Правления;
- Галина Фесюк - член Правления;
- Андрей Чибуровський - член Правления.